# 蘭道爾原理
物理學定律蘭道爾定律（英語：Landauer's Principle）理論上刻畫了計算過程至少須消耗多少能量，指出「任何對資訊邏輯上不可逆的操作，例如抹除位元，或兩計算過程路徑交匯，必增加資訊處理儀器——或其環境——不攜資訊自由度的熵。」
另一種表述是，如果觀測者喪失一物理系統的資訊，他亦無法使其做功。
計算過程若無資訊損耗，即所謂邏輯上可逆，則理論上可以不耗散熱能。這興起了可逆計算研究。確實，不可逆計算下，每耗散一焦耳能執行的計算次數是有上限的。若庫米定律維持，則蘭道爾定律推導出的上限將於2050年左右達到。
20攝氏度下（約為室温，即293.15 K），蘭道爾限界為大概0.0175 eV或2.805 zJ。理論上，在室温的蘭道爾限界下，電腦記憶體可以在每秒只向介質耗散2805 皮瓦（2.805 pJ）熱能的前提下，處理10億位元（1 Gbit）。現代電腦執行時散熱為這個下限的百萬倍。
有界物理系統的最大熵是有限的。（如果全像原理成立，則有限表面積的物理系理有有限的最大熵；但無論全像原理成立與否，量子場論的貝肯斯坦上限勒令有限半徑及能量的系統的有限性。）為免於冗長的計算過程中達到這個上限，熵始終需要被排除到外界去。

## 歷史
羅夫·蘭道爾於IBM任職時提出該定律。他贊同约翰·冯·诺伊曼早前猜想，並指出了其中重要的下限。因此，有時又簡稱定律為蘭道爾界限。
研究者於2011年將定律推廣，提出了雖然抹除資訊會導致熵增，但該熵增不一定體現於能量損耗上。取而代之，代價可以是別的守恆量，例如角動量的損耗。
2012年《自然》的學術論文中，里昂高等师范学校、奥格斯堡大学及凯撒斯劳滕工业大学的物理學家報告了人類第一次對抹除單獨位元時耗散的微量熱能的測量實驗。
2014年，物理實驗驗證了蘭道爾原理及其預測。
2016年，研究人員使用激光儀測量納米磁鐵上位元激活時能量的耗散。翻轉該位元使用了26毫電子伏特（4.2 zJ）。
《自然-物理學》一篇2018年的研究則表演了低温（約1開爾文）場合下，對一批高自旋（S = 10）量子單分子磁鐵陣列的蘭道爾抹除實驗。該陣列寄存自旋，每個納米磁鐵編碼一位元。實驗舖設了將蘭道爾定律推廣到量子領域的基礎。實驗裡單自旋具備高動態及低「慣性」的特性，令研究人員可以同時展示了如何快速地在熱力學最低能耗（即蘭道爾界限）上實現抹除操作。

## 原理闡述
首先，蘭道爾原理框架內，「不可逆地擦除一位元信息」是指如果一個邏輯門有兩位元輸入，輸出一位元，而另一位元的信息被擦除，則輸出的信息不足以重構輸入狀態：計算過程中信息已不可逆轉地丟失。例如，如果一個與非門產生輸出1，則不再可能從輸出重構輸入，因為三個輸入值(0,1)、(1,0)和(0,0)都是可能的。
考慮兩個輸入和一個輸出的邏輯門，此系統中，可能的輸入狀態數為{\displaystyle \Omega =2^{2}}；它的熵是{\displaystyle S=k\ln(\Omega )=2k\ln(2)}。邏輯操作後，輸出只能取兩個值，門的熵變成{\displaystyle k\ln(2)}；因此，末態和始態之間熵變是{\displaystyle -k\ln(2)}。熱力學第二定律要求邏輯門的熵與外部的熵變之和大於等於0，所以外熵{\displaystyle S_{e}}至少增加{\displaystyle k\ln(2)}。如果系統浸入溫度為 T 的恆溫池中，則門釋放的熱量大於或等於 {\displaystyle \Delta Qe=T\Delta S_{e}=kT\ln(2)}。

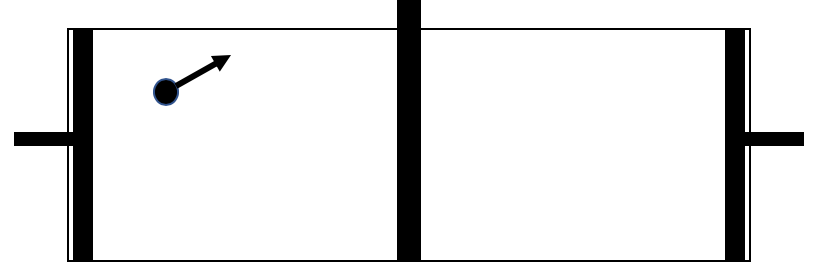
圖1：兩個可移動的活塞位於氣缸兩側。中央牆可以拆下來放回去。這個圓柱體是一個兩態記憶體原型，例如，可按粒子是在左邊還是在右邊來表達零與一。

「狀態已知」的情況下，蘭道爾原理不適用。實際上，對於由諸如圖1所描述的圓柱體組成的記憶體，如果擦除存儲器是將其切換到狀態0，則可能有兩種情況：存儲器已處於狀態0而不需任何操作，或者存儲器處於狀態1，此時可以在準靜態兼可逆的前提下，將圓柱體旋轉180°，這就足以擦除它。這兩種情況下，擦除都是在沒有熵變化的情況下完成的。
利奧·西拉德在1929年提出的思想實驗有助於理解這最後一個斷言。西拉德考慮密封於氣缸的單原子氣體，該氣缸與恆溫器接觸，保持溫度為T，這個氣缸由隔板M分成兩個相等的部分。氣缸兩側由兩個活塞封住（參見圖1）。
如果關於粒子位置的有用信息是它所在的隔間，那麼一個位元就足以描述它。我們協定按粒子是分別在左邊還是右邊來選擇將其值設置為0或1。
假設粒子的位置是已知，且它在左側，可以通過執行以下循環從圓柱體中提取功：
- 將右活塞移向氣缸中心；這個動作不須做功，因為隔間是空的；
- 拆除分隔牆M；體積變化為零，因此也不須做功；
- 左側部分所含氣體所施加的壓力會將右側活塞推回其初始位置，從而對外提供功；
- 一旦活塞回到初始位置，放回分隔牆。

假設活塞準靜態地運動，對外做功為{\displaystyle \int _{V/2}^{V}PdV=\int _{V/2}^{V}{\frac {kT}{V}}dV=kT\ln(2)}。
雖然氣體僅由單粒子組成，但熱力學概念仍有意義，因為在這種情況下，遍歷假設指出時間平均值可代替粒子系綜平均值。例如，在活塞的兩個無窮小位移之間，如果在足夠時長內計算速度平方的時間平均值，其值將趨於{\displaystyle 3kT/m}。
將分隔壁放回原位，圓柱體回復初始配置後，但因為粒子隨機運動，它有1/2的概率處於兩個隔間之一：不作新測量的話，將遺失有關圓柱體中粒子位置的信息。換言之，上述循環已經將一信元信息轉化為{\displaystyle kT\ln(2)}大小的功。
另一方面，如果在循環開始時選擇包含氣體的隔間，則外部必須做功才能壓縮氣體。 因此，沒有事先知道粒子位置的情況下，隨機選擇活塞推動循環時提取正功的概率為 1/2。 重複操作 N 次時，沒有每個循環粒子起始位置信息的情況下，不可能平均情況下作正功。

## 公式
蘭道爾原理指出，抹除一位元所須能量有最小值，稱為「蘭道爾界限」。
{\displaystyle E=k_{\text{B}}T\ln 2,}
其中{\displaystyle k_{\text{B}}}是波爾茲曼常數（約為1.38×10−23 J/K），{\displaystyle T}是散熱器的开尔文温度，{\displaystyle \ln 2}是2的自然對數（約0.69315）。令{\displaystyle T}等於室温20 °C（293.15 K），可得到每抹消一位元，損耗0.0175eV（2.805zJ）的界限。
該方程可以用波茲曼熵公式({\displaystyle S=k_{\text{B}}\ln W})導出，考慮到{\displaystyle W}是系統可能狀態數目，這對於位元來說即是2，而熵{\displaystyle S}定義成{\displaystyle E/T}。所以抹除一個位元的操作將熵變大至少{\displaystyle k_{\text{B}}\ln 2}，即向環境耗散出至少{\displaystyle k_{\text{B}}T\ln 2}的能量。

## 挑戰
該原理被廣泛接受為物理定律，但近年來受到了使用循環論證及錯誤假設的質疑。值得一提的質疑有1998年的Earman和Norton，及隨後的2000年的Shenker，2004年及2011年的Norton，以及2003年查爾斯·H·本內特的辯護和2007年Ladyman等人的辯護，及2019年Jordan和Manikandan等。
另一方面，非平衡態統計物理學近期的發展發現，邏輯及熱力學可逆性不存在先天的關係。物理現象可能邏輯可逆但熱力學不可逆，亦可能邏輯不可逆但熱力學可逆。用可逆系統去實現計算過程的優勢即使有，亦很微妙。
2016年佩鲁贾大学的研究人員聲稱展現了違反蘭道爾定律的現象。但根據2016年拉茲洛·基什的說法，這個結論不成立，因為他們「忽視了能量耗散的主要來源，亦即輸入電極電容的充電電能」。

## 註
1. ↑  粒子在圓柱體中的速度是恆定的，但每次與構成壁的原子碰撞後，速度會根據麥克斯韋速度分佈定律隨機改變。

## 延伸閱讀
- Prokopenko, Mikhail; Lizier, Joseph T., , Scientific Reports, 2014, 4: 5394, Bibcode:2014NatSR...4E5394P, PMC 4066251 , PMID 24953547, doi:10.1038/srep05394

## 外部連結
- . （原始内容存档于2019-03-22） （英语）.
- .   [2022-01-21]. （原始内容存档于2022-01-21） （英语）.
- Maroney, O.J.E. "Information Processing and Thermodynamic Entropy （页面存档备份，存于）" The Stanford Encyclopedia of Philosophy.
- Eurekalert.org: "Magnetic memory and logic could achieve ultimate energy efficiency" （页面存档备份，存于）, July 1, 2011